# 衡阳“5·11”医生受辱案
衡阳“5·11”医生受辱案，发生在2002年5月11日的南华大学附一医院。因三岁男孩抢救无效，家属纠集黑社会势力，对值班医生袁小平殴打至重伤，并强迫袁小平抱着男孩死尸三个多小时。衡阳当地政府对伤人者的轻判处理态度，引发极大争议。

## 事发经过

### 抢救男孩
2002年5月11日零时30分左右，衡阳市郊一位3岁男孩尹麟被送到南华大学附一医院急诊。值班医生袁小平发现“患儿呼吸急促、口唇发绀，迅疾送到急救室5号床吸氧”，同时施行一系列抢救措施，并由其父尹盛军在病危通知单上签字。
凌晨1时48分，尹麟的心跳停止。2时10分宣告临床死亡。

### 暴力事件
凌晨4点多，尹麟的爷爷尹吉国、姑姑尹盛美、舅舅黄淑军闻讯后带领10余人赶到医院，为首的几个人颈上戴着柱形的金项链，手腕上缠着一圈铁链。尹家人要求将小孩子用过的输液器和药物予以保存。凌晨3点，护士薛永姣按医疗常规进行清理，将输液器从孩子身上拔出，并和剩余药物一起保存在治疗室，等待该院医务部处理。袁小平医生马上跟家属解释情况，而家属不听解释，开始在办公室内打砸。一个社会青年抱起护士站办公桌上盛有消毒液的大搪缸往袁小平头上砸，同伙继续往袁小平的头上砸电话机、不锈钢桶、金属夹等重物，袁小平的眼镜被打掉了，右耳流血，消毒液溅入他的眼睛，视线模糊。
旁观者看见尹家人带来的社会人员不停地打电话：“快把兄弟们都叫来”。更多的社会人员搭乘出租车和面包车来到附一医院，手里带着棍棒或者刀具，加入打人者团伙，综合众多医生提供的情况，到最多时，打人者人数超过了100名。
凌晨5时许，尹盛美抓住护士薛永姣打耳光，与同伙挟持护士薛永姣、刘新虹两护士到急诊科大厅，勒令她们两人写抢救经过。打人团伙将袁小平、薛永姣、刘新虹三人带出办公楼，由黄淑军率数名男青年将袁小平在地上一顿拳打脚踢。两名女护士趁机逃至该医院门诊化验室躲避，袁小平又被尹吉国、尹盛美挟持回急诊室。
袁小平被打人者按着跪在地上，边打边逼他给男孩尸体做“孝子”，还逼袁小平抱着尸体去找院长。袁小平不肯，遭到更重殴打。期间医院职工一直在拨打110，公安局派出三名警察上附一医院解决问题，但三名警察到达现场没有制止打人者，还让医院自行解决问题。袁小平出于求生欲望抓住一名警察的手求保护，但该警察竟与一名打人者合力将袁小平的手拉开。
早上7点30分，尹吉国、尹盛美开始逼近袁小平光着脚，抱着男孩尸体，在家属楼7号楼、医院门诊大厅当街示众游行，不断叫喊：“是我一针将小孩打死了。”最后，尹吉国团伙逼着袁小平将男孩尸体放置在门诊大厅挂号窗口台板上，不准其他病人挂号交费。上午8点多，该医院上班的医生越来越多，打人者开始对其他的医生进行殴打。急诊科大楼的所有门道都被打人者封锁，急诊外科医生戴小明、B超室主任丁振东、护士长黄春莲、刘卫星以及外科医生刘志文都被关在急诊科大楼里殴打。

### 伤人情况
值班医生袁小平被打至右耳流血、颅底骨折、颈椎间盘膨出。
急诊外科医生戴小明、B超室主任丁振东、护士长黄春莲、刘卫星以及外科医生刘志文等医护人员被关在急诊科大楼里围殴，8人被打至流血。外科医生刘志文的鼻梁骨被打断。护士长黄春莲因为劝说，被一青年人打了十几个耳光。
附一医院医生和实习生为抢救被医闹人员扣押住的袁小平出来，被打伤10余人。

## 政府态度
上午十点，衡阳市政府的两位副秘书长来到附一医院，与医院职工和患者家属调解。与医院方调解的秘书长说：“这是一起由医疗纠纷引起的医患冲突。”引发医生们的抗议。另一与家属调解的秘书长说：“医生对病人抢救不彻底，负有责任，应向你们赔礼道歉。” 又引发附一医院几百名职工打横幅抗议。
衡阳市长贺仁雨委托副市长王宏赶到附一医院调解，王宏向聚集在办公楼门前的医务人员公开宣布，政府会郑重处理这起殴打侮辱医务人员的事件，并调查处理警察失职行为。王宏的表态，才使医护人员渐渐散去。

## 处理结果
2002年5月28日，衡阳市公安局正式宣布尹家亲属尹吉国、尹盛美、黄淑军被衡阳市石鼓区人民检察院批准逮捕。黄淑军案发后外逃。衡阳市石鼓区人民法院认为被告人尹吉国、尹盛美其行为已构成聚众扰乱社会秩序罪，依法判处两人拘役六个月。袁小平医生于9月29日收到判决书，当天便上诉，却收到石鼓检察院“认为量刑适当，不存在抗诉的理由”的书面答复。其他百余名打人者未受处理。

## 医闹势力
《南方周末》记者暗访得知， 打人的黑社会人员大多是尹盛军家乡酃湖乡大众村一带的“江东帮”，是绰号叫“尿罐”的人的手下。尹家请来这批人，以尹盛军“表兄弟”的身份出面闹事。1999年，该团伙就在衡阳四一五医院内制造了打砸事件，逼迫医院向患者家属赔一大笔钱。医院众人目击，一名警察与一名留分头拿公文包的打人者握手，石鼓分局一位副局长承认与警察握手的那人是大众村的一个村支部书记。2017年3月，北京自媒体“一个有点理想的记者”赴衡阳调查衡阳地区出现的系列医闹事件，也调查了02年的衡阳“5·11”医生受辱案，得知当年的首要组织者是一个在菜市场收保护费的“菜霸”，数年前与人斗殴被刺死。
《南方周末》记者经过调查，除江东帮外，衡阳市还存在着一些医闹势力团伙。比如“医霸”阿昌（化名），之前是帮人收债和拆房子的社会闲散人员。阿昌平时安排眼线在各医院四处窜动，打听哪个科室有医患纠纷。一出现医患纠纷，阿昌就向患者家属游说闹事，得到患者家属同意后，阿昌就让一些黑社会人员充当“外来亲属”，按日收费地在医院闹事。还有一个当地人称为“三个一工程”的医闹团伙，由一个律师杜平（化名）、一个法医田克（化名）和一个记者联手。律师杜平在司法界上下活动，法医田克提供对病人有利的鉴定，记者某某可以作出偏向于患方的报道，共同迫医院就范。

## 后续
经过衡阳“5·11”医生受辱案，衡阳的医院环境仍没有得到好转。
- 2012年，衡阳市三医院南院(原结核病医院)陈妤娜被患者王运生连捅28刀死亡，王运生被判死刑[6]。